# Moedas de euro portuguesas
O Euro (EUR ou €) é a moeda comum para as nações que pertencem à União Europeia e que aderiram à zona Euro. As moedas de euro têm dois lados diferentes: um lado comum, europeu, mostrando o valor da moeda, e um lado nacional, mostrando um desenho escolhido pelo país membro da UE onde a moeda foi cunhada. Cada país membro tem um ou vários desenhos únicos a esse país.
Para visualizar as imagens do lado comum e para ter uma descrição detalhada das moedas, ver moedas de euro.

As moedas de euro portuguesas apresentam três desenhos diferentes da autoria de Vítor Manuel dos Santos para cada uma das três séries de moedas.
Estes desenhos são bastante semelhantes entre si, visto representarem antigos selos reais de D. Afonso Henriques, inscritos num círculo formado por sete castelos, cinco escudetes/quinas e as letras da palavra «Portugal». Por sua vez este círculo está inserido noutro formado pelas 12 estrelas da UE e o ano de cunhagem.
A marca de cunhagem INCM está colocada sobre o escudete situado entre o algarismo das unidades do ano e o «L» de «Portugal».
| € 0,01              | € 0,02              | € 0,05                                                                                             |
| ------------------- | ------------------- | -------------------------------------------------------------------------------------------------- |
|                     |                     | |
| O selo real de 1134 | O selo real de 1134 | O selo real de 1134                                                                                |
| € 0,10              | € 0,20              | € 0,50                                                                                             |
|                     |                     | |
| O selo real de 1142 | O selo real de 1142 | O selo real de 1142                                                                                |
| € 1,00              | € 2,00              | € 2 (rebordo)                                                                                      |
|                     |                     | O rebordo da moeda de € 2 apresenta os sete castelos e cinco escudetes utilizados no lado nacional |
| Selo real de 1144   | Selo real de 1144   | |

## Moedas comemorativas de 2 euros
Foi permitida a cunhagem de moedas comemorativas a partir do final de 2003. A partir desta data, qualquer membro da zona do euro pode criar moedas comemorativas de €2, e tais moedas têm valor de compra legal em toda zona do euro.
Em 2007, Portugal criou, à semelhança de outros países, um moeda comemorativa do 50.º aniversário do Tratado de Roma e ainda uma moeda comemorativa da presidência portuguesa da União Europeia. Em 2008, é cunhada uma moeda comemorativa do 60.º aniversário da Declaração Universal dos Direitos do Homem. Em 2009, é cunhada uma moeda comemorativa do 10.º aniversário da União Económica e Monetária e da criação do euro.